# Trombone
För instrumentet trombone, se Trombon

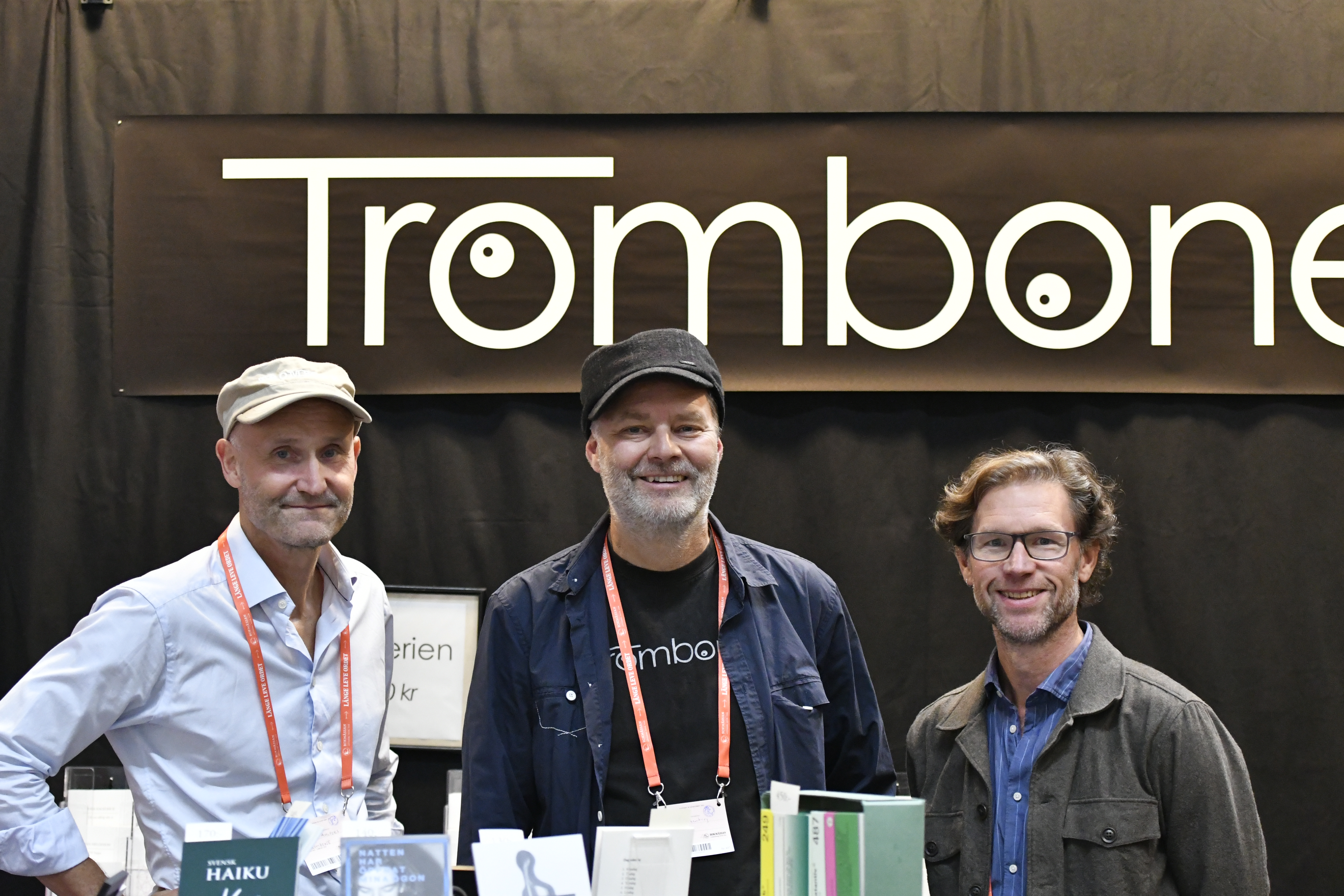
Trombone på bokmässan i Göteborg 2024.

Trombone är ett bokförlag i Göteborg. Förlaget startades 2005 och är idag ett aktiebolag. Hösten 2009 gav förlaget ut antologin Svensk Haiku där 50 svenska författare tolkar begreppet haiku. Bland författarna märks Tomas Tranströmer, Magnus Ringgren, Sture Allén och Göran Malmqvist.
Trombones utgivning rör sig främst inom genrerna lyrik och prosa. Bland annat har man givit ut romanförfattarna Peter Lucas Erixon, Emma Helgesson, Fredrik Ahlfors och Hugo Ball samt poeterna Magnus Ringgren, Jonas Ellerström, Simon Jensen, Christer Boberg, Kristian Carlsson och Krister Gustavsson.